# Hôtel de Kerjégu
L’hôtel de Kerjégu est un hôtel particulier situé à Moncontour, dans le département des Côtes-d'Armor. Il abrite actuellement la mairie.

## Histoire
Sa porte et sa cheminée, datant du XVIIe siècle, font l’objet d’une inscription au titre des monuments historiques par arrêté du 31 mars 1926.